# فرات كابلان
فرات كابلان (بالتركية: Fırat Kaplan)‏ هو لاعب كرة قدم تركي في مركز الوسط، ولد في 14 يوليو 1997 في يوكسكوفا في تركيا. لعب مع أضنة سبور.

## وصلات خارجية
- فرات كابلان على موقع اتحاد تركيا (لاعب) (الإنجليزية)
- فرات كابلان على موقع قاعدة بيانات كرة القدم.إي يو (الإنجليزية)
- فرات كابلان على موقع عالم كرة القدم.نت (الإنجليزية)